# Cremallera de Núria
| |                     |                                             |                                  |
| Streckenlänge: | 12,491 km           |                                             |                                  |
| Spurweite: | 1000 mm (Meterspur) |                                             |                                  |
| Stromsystem: | 1500 V =            |                                             |                                  |
| Maximale Neigung: | 150 ‰               |                                             |                                  |
| Minimaler Radius: | 80 m                |                                             |                                  |
| Zahnstangensystem: | Abt                 |                                             |                                  |
| Streckengeschwindigkeit: | 37 km/h             |                                             |                                  |
| |                     |                                             |                                  |
| \| \| \| von Barcelona \| \| \| \| \| \| \| \| \| 0,00 \| Ribes-Enllaç / Ribes de Freser Übergang zur \| 905 msnm \| \| \| \| \| \| \| \| \| nach Puigcerdà \| \| \| \| \| N-260 (112 m) \| \| \| \| \| Freser \| \| \| \| \| \| \| \| \| 1,15 \| Ribes-Vila \| 917 msnm \| \| \| \| \| \| \| \| \| Freser (12 m) \| 1000 msnm \| \| \| \| Viaduc de Rialb \| \| \| \| 4,29 \| Rialb Bedarfshalt \| 1022 msnm \| \| \| \| \| \| \| \| \| Rialb (40 m) \| 1030 msnm \| \| \| 5,54 \| Beginn Zahnstange \| Beginn Zahnstange \| \| \| \| Toses-Viadukt (110 m) \| \| \| \| \| Queralbs (46 m) \| \| \| \| 6,36 \| Queralbs \| 1182 msnm \| \| \| \| \| \| \| \| \| Roca de l'Oratori \| \| \| \| \| Roc del Dui (1'371 m, seit 2008) \| \| \| \| \| Navarro (166 m) \| 1470 msnm \| \| \| \| Fenech (65 m) \| \| \| \| \| Petit de Fontalba (54 m) \| 1550 msnm \| \| \| \| \| \| \| \| 9,46 \| Fontalba \| 1635 msnm \| \| \| \| Fontalba (250 m) \| 1640 msnm \| \| \| \| Pla de Sallent (24 m) \| 1780 msnm \| \| \| \| Torrent de Fontnegra (26 m) \| 1836 msnm \| \| \| \| Fontnegra (29 m) \| 1855 msnm \| \| \| \| D'Obra Posta Tort (84 m) \| \| \| \| \| Núria (187 m) \| 1942 msnm \| \| \| 12,49 \| Vall de Núria \| 1964 msnm \| \| \| \| Übergang zur Telecabina de la Coma del Clot \| \| |                     |                                             |                                  |
| Strecke von links |                     | von Barcelona                               | von Barcelona                    |
| |                     |                                             |                                  |
| Kopfbahnhof Streckenanfang · Bahnhof | 0,00                | Ribes-Enllaç / Ribes de Freser Übergang zur | 905 msnm                         |
| |                     |                                             |                                  |
| Strecke · Strecke nach links |                     | nach Puigcerdà                              | nach Puigcerdà                   |
| |                     | N-260 (112 m)                               |                                  |
| Strecke unter Wasserlauf Ende Hochstrecke |                     | Freser                                      | Freser                           |
| Bahnübergang |                     |                                             |                                  |
| Bahnhof | 1,15                | Ribes-Vila                                  | 917 msnm                         |
| Bahnübergang |                     |                                             |                                  |
| Brücke über Wasserlauf |                     | Freser (12 m)                               | 1000 msnm                        |
| Brücke |                     | Viaduc de Rialb                             | Viaduc de Rialb                  |
| Haltepunkt / Haltestelle | 4,29                | Rialb Bedarfshalt                           | 1022 msnm                        |
| Bahnübergang |                     |                                             |                                  |
| Tunnel |                     | Rialb (40 m)                                | 1030 msnm                        |
| | 5,54                | Beginn Zahnstange                           | Beginn Zahnstange                |
| Brücke über Wasserlauf |                     | Toses-Viadukt (110 m)                       | Toses-Viadukt (110 m)            |
| Tunnel |                     | Queralbs (46 m)                             | Queralbs (46 m)                  |
| Bahnhof | 6,36                | Queralbs                                    | 1182 msnm                        |
| Brücke |                     |                                             |                                  |
| Verschwenkung von links (Strecke außer Betrieb) · Verschwenkung von rechts |                     | Roca de l'Oratori                           | Roca de l'Oratori                |
| Strecke (außer Betrieb) · Tunnelanfang |                     | Roc del Dui (1'371 m, seit 2008)            | Roc del Dui (1'371 m, seit 2008) |
| Tunnel (Strecke außer Betrieb) · Strecke (im Tunnel) |                     | Navarro (166 m)                             | 1470 msnm                        |
| Tunnel (Strecke außer Betrieb) · Strecke (im Tunnel) |                     | Fenech (65 m)                               | Fenech (65 m)                    |
| Tunnel (Strecke außer Betrieb) · Tunnelende |                     | Petit de Fontalba (54 m)                    | 1550 msnm                        |
| Verschwenkung nach links (Strecke außer Betrieb) · Verschwenkung nach rechts |                     |                                             |                                  |
| Dienststation / Betriebs- oder Güterbahnhof | 9,46                | Fontalba                                    | 1635 msnm                        |
| Tunnel |                     | Fontalba (250 m)                            | 1640 msnm                        |
| Brücke über Wasserlauf |                     | Pla de Sallent (24 m)                       | 1780 msnm                        |
| Brücke über Wasserlauf |                     | Torrent de Fontnegra (26 m)                 | 1836 msnm                        |
| Tunnel |                     | Fontnegra (29 m)                            | 1855 msnm                        |
| Tunnel |                     | D'Obra Posta Tort (84 m)                    | D'Obra Posta Tort (84 m)         |
| Tunnel |                     | Núria (187 m)                               | 1942 msnm                        |
| Kopfbahnhof Streckenende | 12,49               | Vall de Núria                               | 1964 msnm                        |
| |                     | Übergang zur Telecabina de la Coma del Clot |                                  |

Die Cremallera de Núria (deutsch: Zahnradbahn von Núria) befindet sich in Katalonien (Spanien) und fährt in 40 Minuten vom 905 m hoch gelegenen Ribes de Freser über Queralbs in das auf 1967 m gelegene Vall de Núria (Pyrenäen). Sie wurde 1931 eingeweiht und wird seit 1984 von der öffentlichen katalanischen Eisenbahngesellschaft Ferrocarrils de la Generalitat de Catalunya (FGC) betrieben.

## Lage
Das Vall de Núria ist ein beliebtes Ausflugsziel der Katalanen und kann auf dem Landweg nur zu Fuß über den historischen Pilgerpfad (Camí vell de Núria) oder mit der Cremallera de Núria erreicht werden. Die Zahnradbahn hat in Ribes de Freser Anschluss an die verlängerte S-Bahn-Linie 3 aus Barcelona und ist somit in ca. 2 Stunden von der katalanischen Hauptstadt aus erreichbar.
Im November 2008 wurde der 1330 m lange, im oberen Teil doppelspurige, Roc del Dui-Tunnel eröffnet, der die Wintersicherheit im Höhenbereich zwischen 1450 m und 1649 m herstellt.
Die Zahnradbahn wurde und wird weitgehend mit Fahrzeugen schweizerischen und deutschen Ursprungs betrieben, die Doppeltriebwagen von 1986 und 1995 wurden zwar in Spanien gebaut, aber nach Schweizer Plänen. Die neuesten Fahrzeuge wurden wieder in der Schweiz hergestellt und sind identisch bzw. austauschbar mit den Fahrzeugen, die auf der Montserrat-Zahnradbahn (Cremallera de Montserrat) eingesetzt werden (siehe Fahrzeugliste). Die Núria-Fahrzeuge sind blau, die Montserrat-Fahrzeuge grün.

## Geschichte
| 1917 | Erstmals wurde von der Notwendigkeit einer Straße oder eines Lifts nach Núria gesprochen.                                                                        |
| 1924 | Die Firma Ferrocarrils de Muntanya de Grans Pendents (FMGP) projektierte das Bauvorhaben der Zahnradbahn.                                                        |
| 1926 | Das Bauvorhaben wurde durch königlichen Erlass bewilligt. |
| 1927 | FMGP wurde per königlichen Erlass in einen Verwaltungsrat der Ferrocarril de Núria umgewandelt.                                                                  |
| 1928 | Die Bauarbeiten begannen am 24. Mai. |
| 1930 | Erste Probefahrt am 30. Dezember mit einer Dampflokomotive von der Zahnradbahn Montserrat.                                                                       |
| 1931 | Eröffnung der Bahnlinie am 22. März. |
| 1935 | Eröffnung des Gebäudes des Bahnhofs Ribes-Enllaç. |
| 1936 | Betriebsunterbrechung bis 1939 auf Grund des Bürgerkriegs. |
| 1953 | Bau des Bahnhofs Núria. |
| 1982 | Die Bahn wurde von starkem Hochwasser beschädigt, die katalanische Regierung beteiligte sich daraufhin am Verwaltungsrat der Zahnradbahn.                        |
| 1984 | Die Zahnradbahn wurde am 2. Februar in das Liniennetz der Ferrocarrils de la Generalitat de Catalunya (FGC) integriert. Renovierungsarbeiten wurden eingeleitet. |
| 2005 | Die Bauarbeiten am 1330 m langen Roc del Dui-Tunnel begannen. |
| 2008 | Eröffnung des Roc del Dui-Tunnels mit Beginn der Wintersaison am 27. November.                                                                                   |

## Fahrzeuge
Fahrzeuge der Cremallera de Montserrat sind aufgeführt, soweit sie auch im Vall Núria eingesetzt sind oder waren
| Bildverweis | Bezeichnung, Name                                                   | Achsfolge Typ (UIC)      | Inbetriebsetzung | Herkunft                                                                        | Besonderheiten, Bildverweise |
| ----------- | ------------------------------------------------------------------- | ------------------------ | ---------------- | ------------------------------------------------------------------------------- | --- |
|             | E1 Virgen de Nuria E2 Obispo Guitart E3 José Rogent * E4 Ramón Albó | Cb g2                    | 1930             | SLM 3368/BBC 2969 SLM 3369/BBC 2970 SLM 3370/BBC 2971 SLM 3371/BBC 2972         | E1 in Betrieb E2/E3 ausgestellt *ex Elias Rogent E4 2003 Montserrat                                                                       |
|             | A5 Puigmal A6 Torreneules A7 Taga A8 Balandrau                      | (Aa1)(Aa1)+(Aa1)(Aa1) g4 | 1986 1995        | MTM/SLM/BBC                                                                     | A5 und A8 2019 mit Niederflurzwischenwagen AR5 und AR8 ergänzt.                                                                           |
|             | D9                                                                  | Bbo de                   | 1995             | Stadler 237/SLM/ABB                                                             | zeitweise Einsatz Montserrat D9 |
|             | L09                                                                 | 2 dhs                    | 1995             | Stadler 238/MAN/Zaugg                                                           | Schneeschleuder L09+D9 |
|             | DM6                                                                 | Bbo de                   | 2004             | Stadler                                                                         | gebaut für Montserrat, seit 2006 im Vall Núria DM6                                                                                        |
|             | A10 Noufonts A11 Bastiments                                         | 2'Bbo 2' g2d             | 2003             | Stadler 825–826                                                                 | Zahnrad-GTW, baugleich AM1–AM5 (Montserrat), A10 2020 auf Cremallera de Montserrat versetzt, grüner Anstrich, neuer Name La Roca Foradada |
|             | H12                                                                 | 2'Bbo g2d-de             | 2019             | Stadler                                                                         | Zweikraftlok, weitgehend baugleich mit HGem 2/2 von TPC und MVR sowie FGC 256.01                                                          |
|             | 11, 12, 21, 22, 23                                                  | B                        | 1930             | Abffw 11–12 Bffw 21–23                                                          | 12 = Kinowagen 22 = aufgestellt mit E2 |
|             | 51                                                                  | As                       | 1930             | Aaffw 51                                                                        | Salonwagen |
|             | 01, 28                                                              | Haik                     | 1930/89,87       | Affw 1**, Bffw 28                                                               | Schiebwandwagen |
|             | 02, 03, PM02                                                        | R                        | 1930/88,91,2003  | Affw 2, Bffw 25, 24                                                             | Flachwagen (PM02 = Montserrat) |
|             | 27 = FM01, 29                                                       | X                        | 1930/2003        | Bffw 27, 29**                                                                   | Dienstwagen (27 = FM01 = Montserrat)27 29                                                                                                 |
|             | 70.951 K53–K54                                                      | Gk                       | 1930             | K52–K54                                                                         | 70.951 ex K 52 = Zisternenwagen für Erdölprodukte                                                                                         |
|             | M44, 062                                                            | Kklm                     | 1930             | M44,M??                                                                         | 062 = Montserrat |
|             | P22–P26                                                             | Kkp                      | 1964, 62         | MGB/FO Uce 4861,62,67, MGB/FO Gb-v 4433', MGB/BVZ K 2641 (1962, 1989 ex X 2906) | Flachwagen P24 mit Zementmischer P25–P26 mit Kühlcontainer                                                                                |
|             | P27–P28                                                             | B                        | 1949             | MGB/FO B 4244–45 ex SBB A 182–183 (SWS)                                         | 2008 gekauft, noch mit ursprünglichem Anstrich, 4244 mit Hilfsführerstand bergwärts                                                       |
|             | B 2273 und Bt 2275                                                  | B                        | 1963/98/19       | MGB/BVZ B 2273 und 2275 (SIG, 1998 verlängert)                                  | 2019 gekauft, 2275 mit Führerstand bergwärts, zu H12, 2020 blauer Anstrich                                                                |
|             | 364.01                                                              | 2 g1                     | 1930             | SLM 3469/BBC 3680                                                               | Schneeschleuder |
|             | KCw 29                                                              | Fd                       |                  |                                                                                 | Schotterwagen |
|             | T5                                                                  | X                        |                  |                                                                                 | Fahrleitungswagen, ohne Zahnrad |

**) Der Ursprungsbestand an Wagen, gebaut von der Vereinigten Westdeutschen Waggonfabrik A.G., Werk Köln-Deutz wird mit Affw 2 (Fabr.-Nr. 150.535), ABffw 11-15 (Fabr.-Nr. 150.530–150.534), Bffw 21-28 (Fabr.-Nr. 150.522–150.529) und Aaffw 51 (Fabr.-Nr. 151.522) angegeben. Um 1942 erfolgten folgende Umbauten: Affw 1 ex 23, Bffw 23" ex 15, Bffw 29 ex 14, Bffw 30 ex 13. Der Bffw 26 wurde 1983 abgebrochen. Das Schicksal des B 30 ist nicht bekannt, die übrigen 13 Wagen sind in irgendeiner Form noch vorhanden, zwei davon als Dienstwagen am Montserrat.

## Bildergalerie

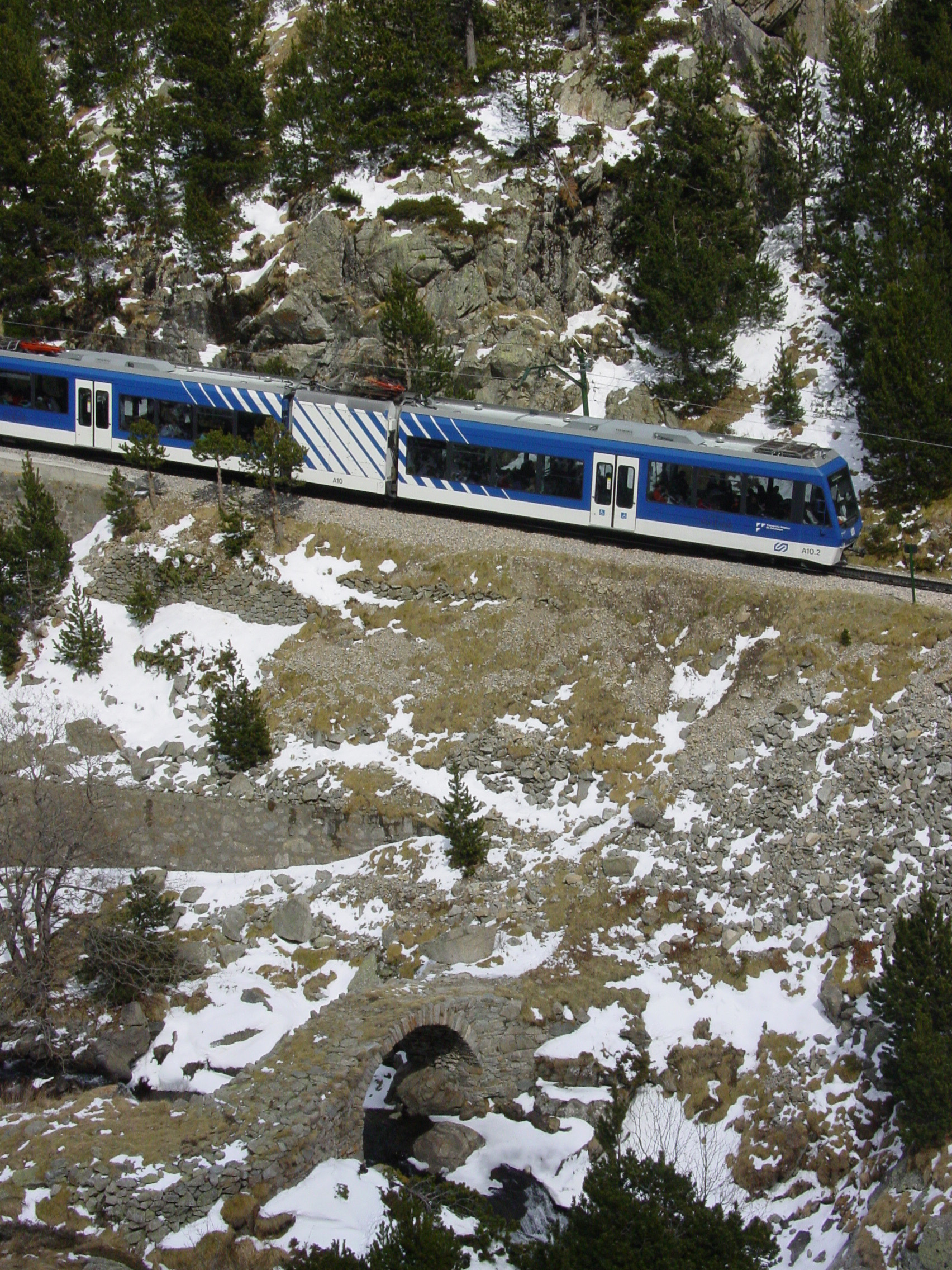
Moderne Bahn und historische Brücke im Vall de Núria
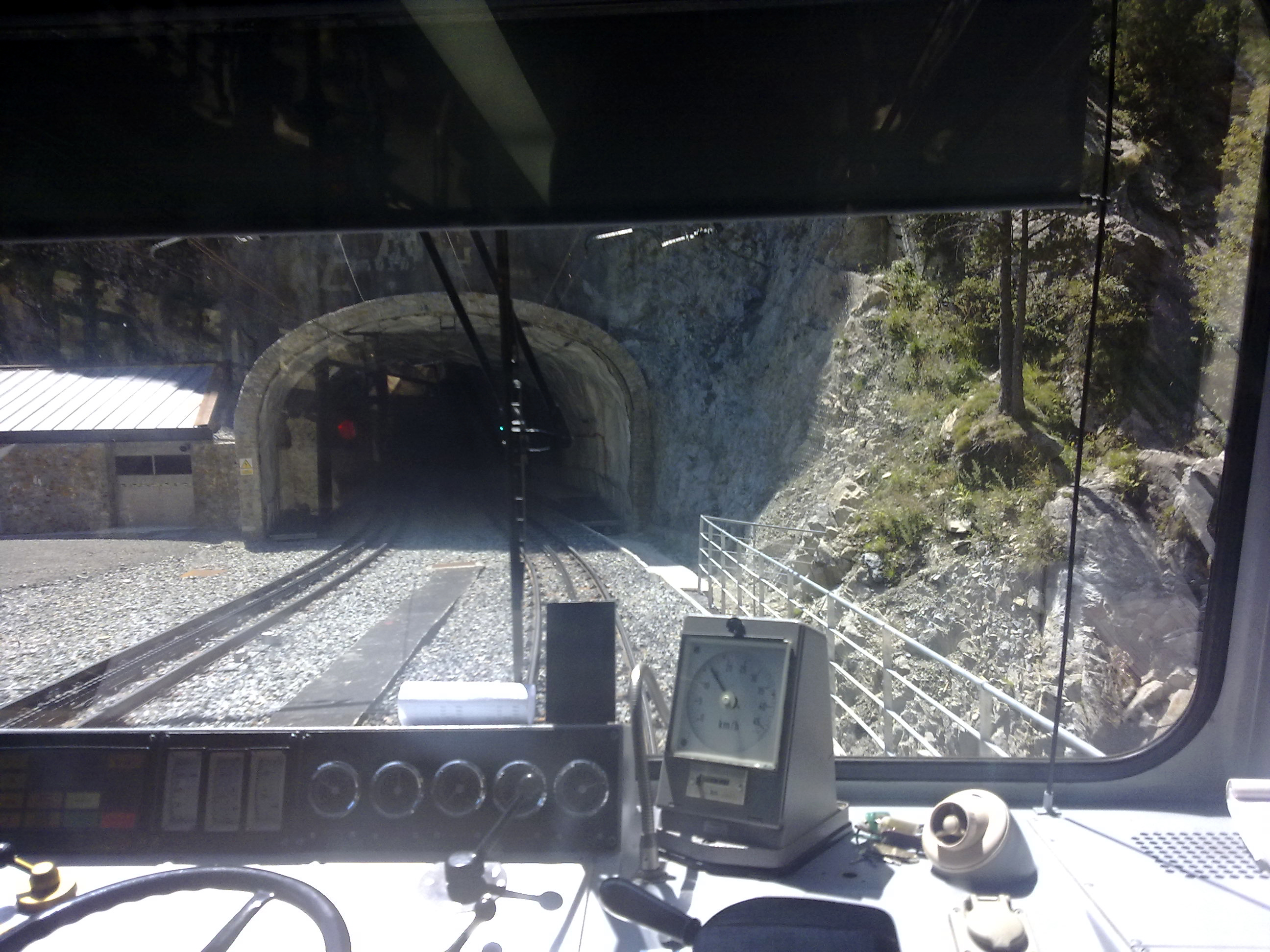
Einfahrt in das Roc del Dui-Tunnel
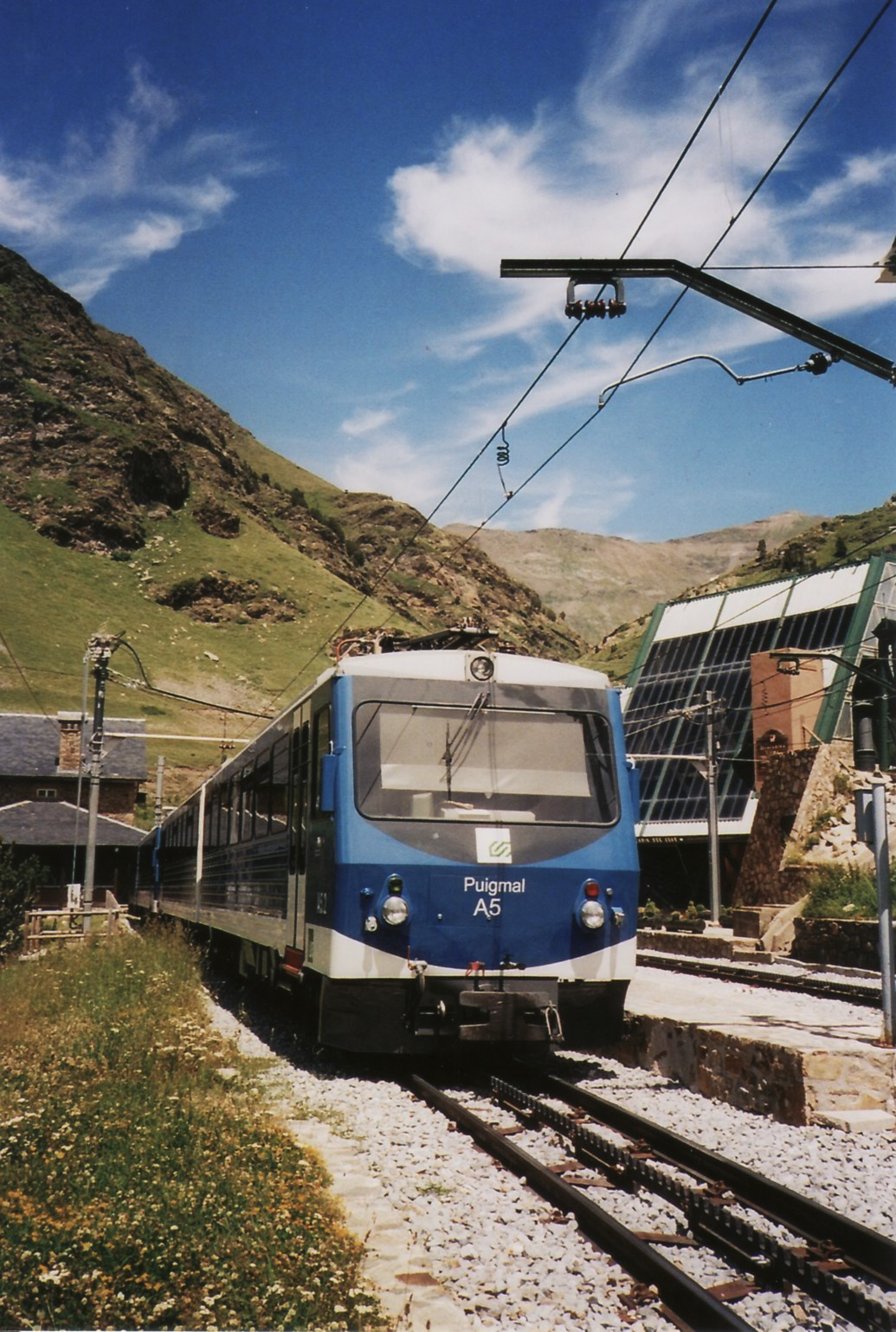
In der Bergstation Vall de Núria
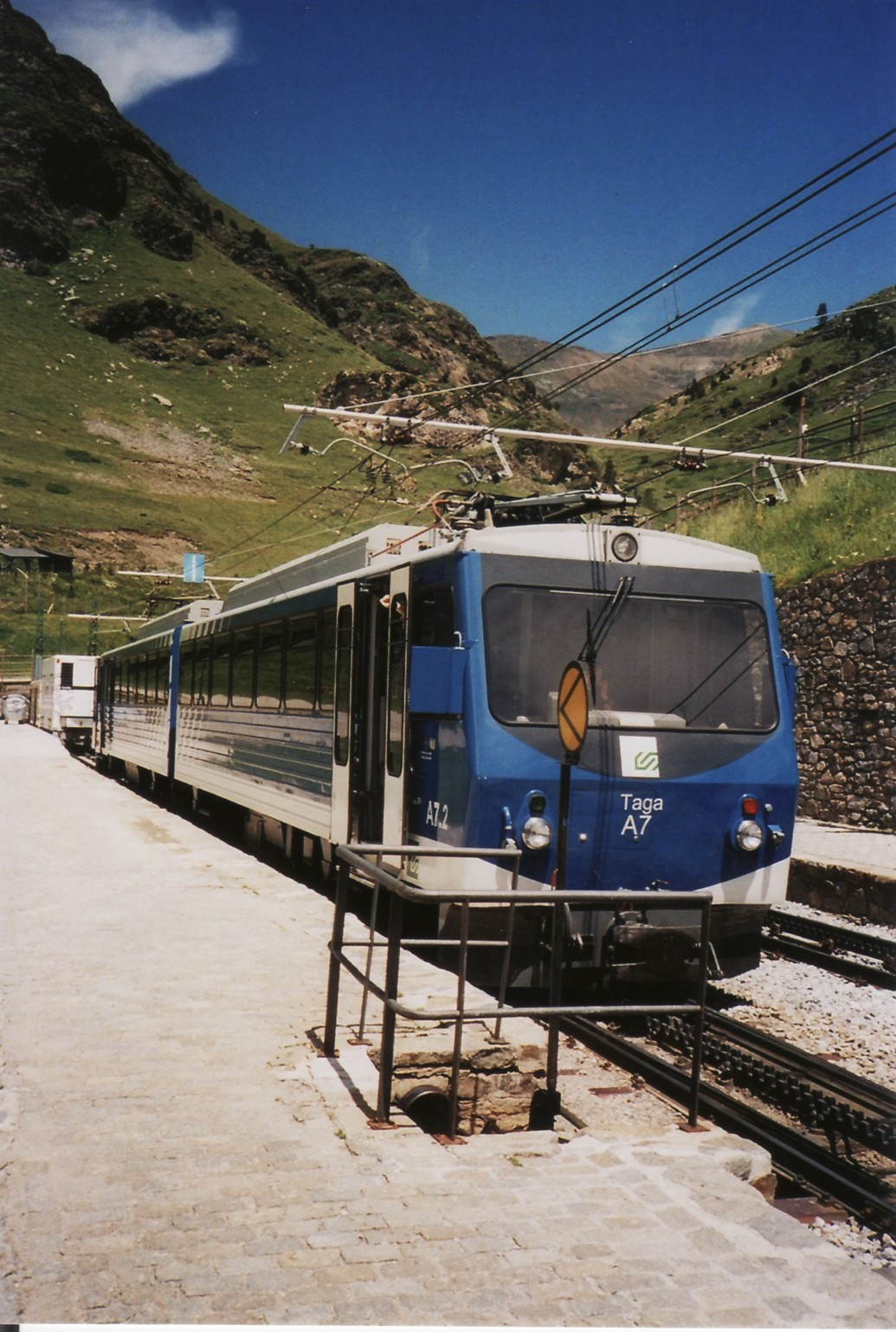
Bergstation Núria 1964 m
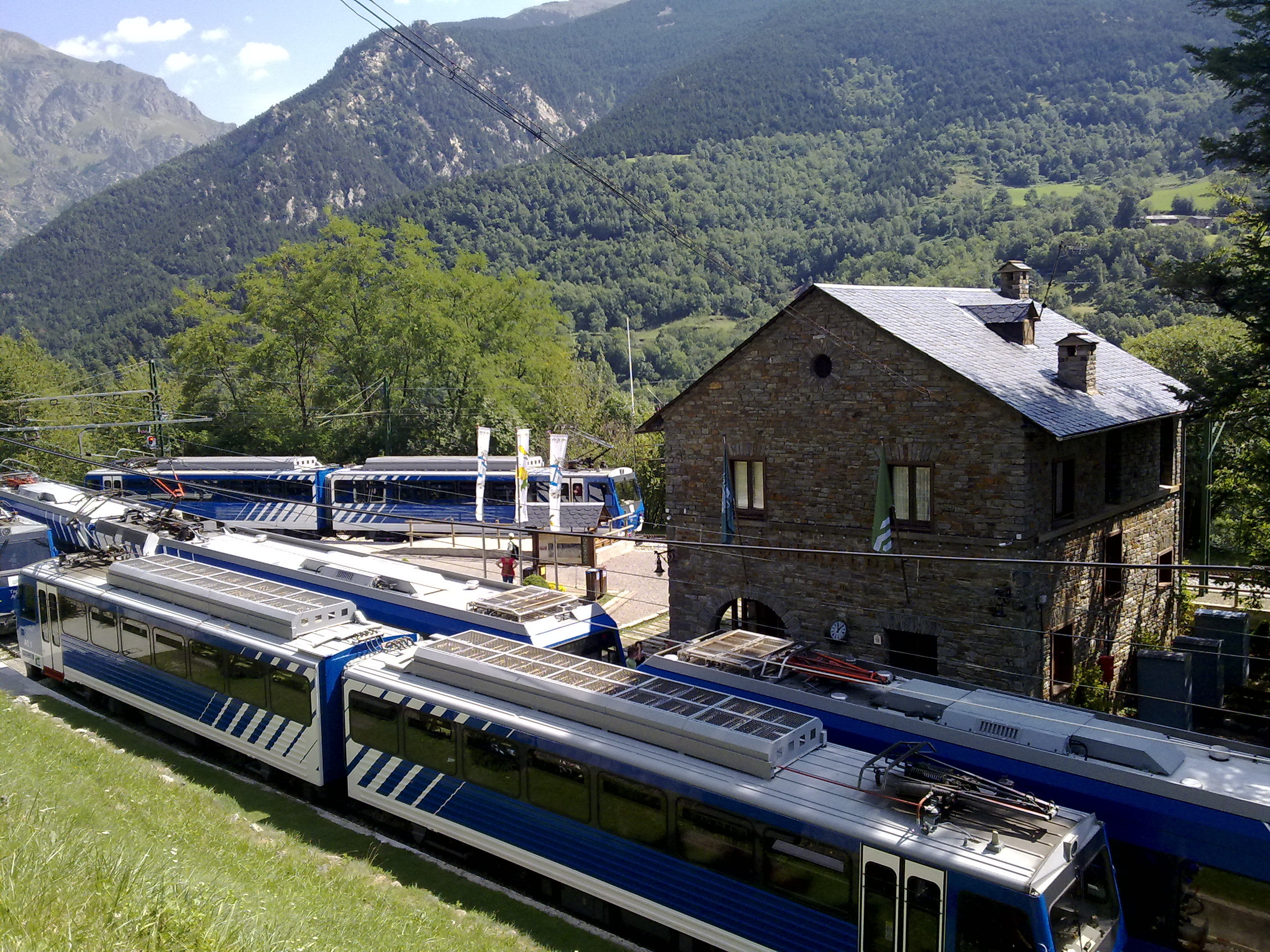
Bahnhof Queralbs
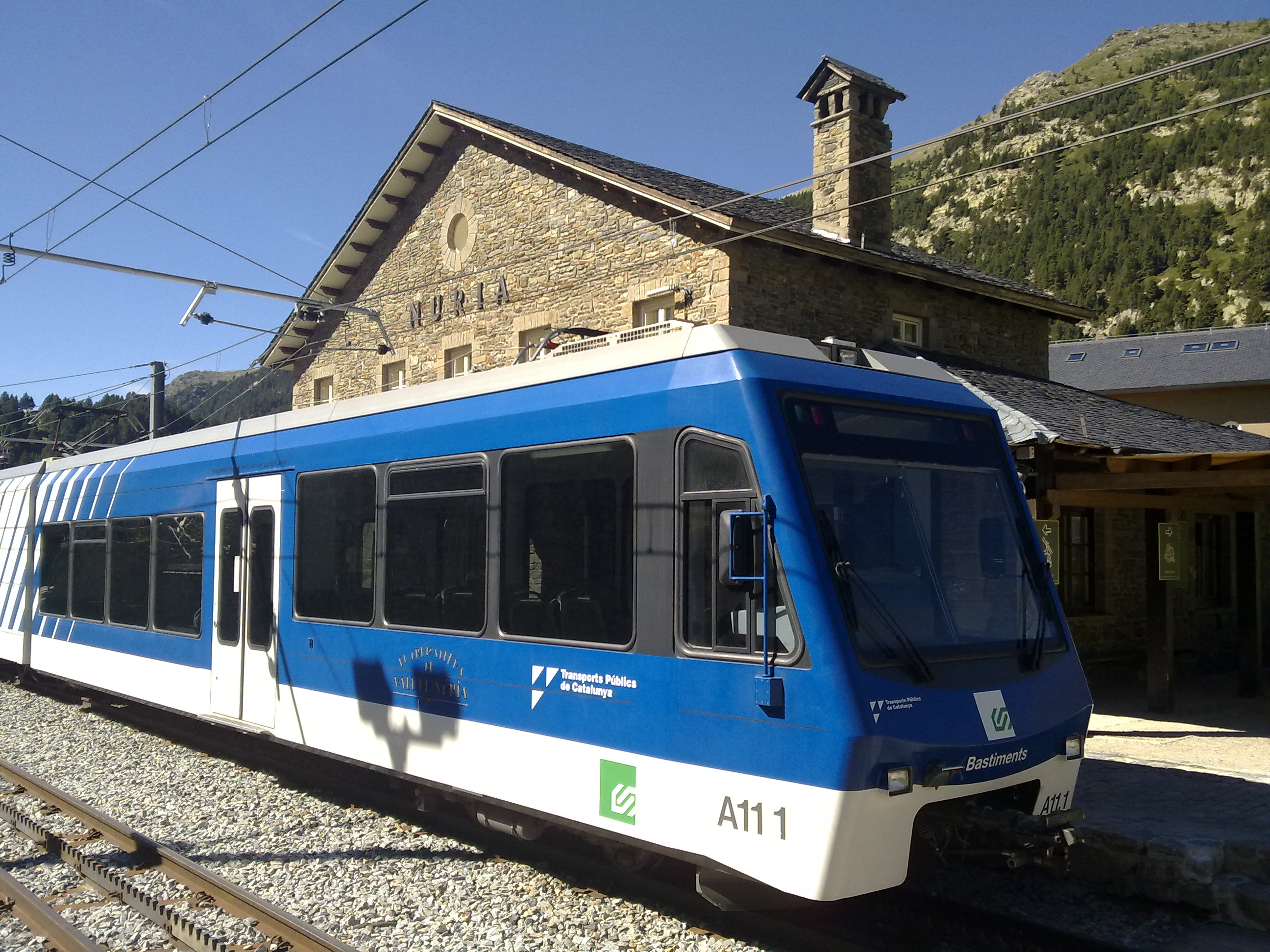
Bahnhof Núria